# Senza scrupoli (album)
Senza scrupoli è il secondo album in studio del cantante italiano Luciano Caldore, pubblicato nel 1991 dalla Mea Sud.

## Tracce
Lato A
1. Si nun si' vergine che ffà – 3:32 (A. Casaburi - F. Percopo)
2. ...E te piace zucchero – 3:07 (A. Casaburi - R. Esposito - F. Percopo)
3. L'amica 'e mammà – 3:42 (A. Casaburi - R. Esposito)
4. Sono cattolico – 3:04 (A. Casaburi - R. Esposito)
5. Si vene 'a guerra – 3:49 (A. Casaburi - R. Esposito)

Lato B
1. Ciento vote bella – 3:27 (A. Casaburi - R. Esposito)
2. Tengo 'o penziero cu tte – 3:24 (F. Percopo - R. Esposito)
3. Mo chi m'aiuta – 2:59 (A. Casaburi - R. Esposito)
4. Pe' chillu schiaffo – 3:44 (A. Casaburi - R. Esposito)
5. Io te voglio spusà – 3:39 (F. Percopo - R. Esposito)